# Longwang Sanjun
Longwang Sanjun (chinois simplifié : 龙王三君 ; chinois traditionnel : 龍王三君 ; pinyin : Lóngwáng Sānjūn ; Wade : Lung Wang San Chün ; EFEO : Long Wang San Kiun ; japonais : Ryûô Sankun 龍王三君, « Troisième prince du roi-dragon ») est un personnage du roman La Pérégrination vers l'Ouest écrit au XVIe siècle par Wu Cheng'en.
Il a inspiré de nombreuses œuvres postérieures dont le manga Dragon Ball, et la série Avataro Sentai Donbrothers.

## Histoire
Il s'agit du troisième fils du Roi-dragon de l'Ouest. Il fut puni pour avoir vandalisé le palais de son père : condamné à mort, il fut sauvé par la déesse Guanyin qui l'envoya en exil et le transforma finalement en cheval pour le moine Tang Sanzang afin qu'il puisse accomplir son périple. Il deviendra ainsi son second disciple, après le singe Sun Wukong (les autres étant un homme à face de cochon, Zhu Bajie et un ogre, Sha Hesheng).
À l'origine, le Roi-dragon des Mers de l'Ouest, Aorun dans le roman, avait trois fils, trois Princes appelés à régner sur le trône de leur père, mais le dernier d'entre eux, le plus jeune mit le feu accidentellement au Palais et brûla les perles sacrées, ce qui rendit furieux son père, qui alla trouver l'Empereur de Jade pour porter plainte contre lui pour impiété filiale. Le jeune Prince fut jugé et reconnu coupable : il eut les cornes sciées et les écailles arrachées ; il reçut 300 coups de fouet et fut suspendu dans le ciel en attendant d'être exécuté. Alors qu'il gémissait dans le ciel, Guanyin, la Bodhisattva de la Miséricorde qui passait par là en quête de protecteurs pour le moine Sanzang qui devait se rendre en Inde chercher les écritures sacrées du Bouddha, entendit ses cris et décida de sauver le malheureux à la condition qu'il se convertisse au bouddhisme et qu'il accepte de servir de monture au moine en prenant la forme d'un cheval blanc, Baima, car elle le savait d'avance, sa monture actuelle finirait par s'épuiser, seul un Cheval-Dragon aurait la force de porter un être humain sur son dos sur une si longue distance sans se fatiguer.
Plus tard, sur son chemin, près du torrent de la Douleur de l'Aigle du Serpent Lové le jeune Prince, ne reconnaissant pas son futur maître et mourant de faim, avala son cheval et combattit Sun Wukong venu le récupérer, mais comme celui-ci l'avait mangé, il ne comprenait pas l'insistance du disciple. De son côté, Sun Wukong, ne parvenant pas à faire sortir le dragon de la rivière dans laquelle il était, partit demander de l'aide à Guanyin, qui lui révéla que ce dragon était appelé à devenir lui aussi un disciple de Sanzang et sa nouvelle monture. Apaisé par la bodhisattva, Le Prince accepta finalement de se transformer en cheval pour transporter le jeune moine jusqu'en Inde en compagnie des autres disciples ; Guanyin lui retira alors le collier de perles précieuses qu'il portait au cou et de sa branche de saule, en aspergea le Prince qui aussitôt se transforma en un magnifique cheval blanc. Plus tard, à la fin de son voyage, il sera récompensé pour son courage par le Bouddha en devenant un Babu Tianlong Dragon [parmi les] Huit Créatures Célestes, titre honorifique chez les Dragons.
Contrairement à Aobing, le fils du Dragon de la Mer Orientale, Aoguang qui est nommé dès le début dans le roman du Fengshen Yanyi, nous n'apprenons le véritable nom de Longwang Sanjun qu'à la fin du Xiyouji, quand Bouddha le récompense. Dans le premier roman, ce Dragon est maléfique et s'en prend aux enfants, tandis que son père et ses oncles affament le reste de la population. Nezha, le fils du Général Li) affrontera Aobing et le tuera. Plus tard, alors que Aoguang tentera de porter plainte contre lui au Ciel, Nezha le torturera et le forcera à abandonner sa plainte. Le Prince de notre roman lui, n'est pas maléfique, condamné par le Ciel, il subsistera en dévorant tout ce qui passe à sa portée, mais bien décidé à se racheter, il deviendra un être bon et généreux et profondément ancré dans la religion. Son père non plus n'est pas maléfique, lui et ses frères aideront d'ailleurs Sun Wukong dans sa quête des textes sacrés.
- Xiyouji la Pérégrination Vers l'Ouest (Bibliothèque de la Pléiade, 1991), Livre II, chapitre VIII, p. 163 ; Livre III, chapitre XV, p. 281 à 291 et Livre XX, chapitre C, p. 967).
- Recherche sur les Superstitions en Chine, le Panthéon Chinois (éditions You Feng, 1995) vol. 3, p. 358 (pour la légende de Nazha et du Dragon, vol.4, p. 572).

## Attributs
Ce dragon porte plusieurs noms : Longwang Sanjun parce qu'il est le Troisième Prince d'un Roi-Dragon (龍王 Longwang) et Longwang Santaizi parce qu'il est le Troisième Fils d'un Roi-Dragon ; Dragon de Jade (玉龍 Yulong) , Troisième Fils Dragon de Jade (玉龍三太子 Yulong Santaizi), Dragon d'Argent (金龍 Jinlong), Cheval-Dragon Blanc (白龍馬 Bai Longma), Cheval Blanc (白馬 Baima), à la suite de sa transformation. Mais il porte un vrai prénom, il s'appelle Guangjin (光金, Lumière de Métal ou Lumière d'Or).    
Le Dragon de ce roman est le fils d'un Dragon des Mers, comme son père il sera amené à régner sur l'Océan de l'Ouest et à commander des armées dans le Palais de Cristal (水晶宫 Shuijingong), mais sa tâche principale est surtout de faire tomber la pluie lorsqu'il reçoit un édit impérial du Ciel. Alors que le Roi-Dragon est d'apparence plutôt âgé, son fils le Prince-Dragon (龍君 Longjun) a l'apparence d'un jeune homme, habillé comme un Prince de la Cour, avec beaucoup d'allure et de prestance. Il a la faculté de se transformer en ce qu'il veut, là en l’occurrence, ce sera en cheval ; il porte alors le nom de Cheval-Dragon (龙马, Longma) et comme il est blanc, on l'appelle aussi (白龍馬, Bai Longma). Les Chevaux-Dragons sont plus résistants qu'un cheval ordinaire, ils ne se fatiguent pas, ne craignent ni la chaleur ni le froid et sont dotés d'une vitesse inouïe, ce qui leur permet de traverser de très longues distances. Bien-sûr, ils ont besoin de se nourrir et de boire comme tous les coursiers, mais en moindre quantité comparé à un cheval normal, c'est pour cette raison que la bodhisattva Guanyin l'a recruté pour servir de monture au moine. Tout au long du roman, son rôle se bornera à porter les bagages ou son maître, (三藏 Sanzang) jusqu'en Inde ; il aura donc surtout un rôle passif dans l'histoire, sauf une fois, l'unique du roman, où (悟空 Wukong), congédié par le moine et parti, il reprendra sa forme de Dragon pour observer l'ennemi, prendre pour la première fois la parole devant un (豬八戒 Zhu Bajie) ahuri et finalement se transformer en jeune fille afin de tromper et même combattre l'ennemi pour secourir son maître transformé en tigre par un monstre maléfique. Ce sera la première fois que ses compagnons verront en lui un disciple et non plus une simple monture.
- Xiyouji la Pérégrination Vers l'Ouest (Bibliothèque de la Pléiade, 1991), Livre II, chapitre VIII, p. 163 ; Livre III, chapitre XV, p. 281, 291 et Livre VI, chapitre XXX, p. 580.
- Père Henri Doré Recherche sur les Superstitions en Chine, le Panthéon chinois (éditions You Feng, 1995) vol. 3 p. 358.

Lorsqu'il prend forme humaine, le Prince-Dragon (龍君 Longjun) peut utiliser des armes, des épées, des massues, des lances, etc., respirer sous l'eau et s'envoler dans les airs, porté par un nuage, avoir plusieurs têtes et bras et s'avérer un adversaire redoutable. Quand il n'est pas converti, il s'adonne à manger de la chair humaine tel un Ogre, mais quand il prend sa forme de Dragon, il est encore plus redoutable, il peut se faire petit ou géant à souhait, engloutir une montagne de sa gueule béante, résister aux assauts les plus difficiles avec sa carapace d'écailles aussi dure que l'acier, c'est pour ça qu'il vaut mieux s'attirer sa sympathie et s'en faire un compagnon qu'un ennemi, car il est un précieux allié.
Comme Sun Wukong est appelé(心, Xin Yuan) Singe de l'Esprit, Longwang Sanjun est appelé(馬, Yi Ma) Cheval de la Pensée, et comme on l'a vu il représente un des 5 éléments de la mythologie chinoise, l'Eau (水, Shui).

## En Chine
Les Dragons (Long) sont considérés comme des créatures légendaires, il en existe de plusieurs catégories : le (天龍 Tianlong) ou Dragon Céleste, le (神龍, Shenlong) ou Dieu-Dragon, le (帝龍, Dilong) ou Dragon Terrestre, le (伏藏龍, Fucang Long) le Dragon Gardien des Trésors enfouis sous la terre, etc. Une mention spéciale doit être faite au (皇龍, Huanglong) Dragon impérial souvent de couleur jaune (couleur de l'Empire) ou rouge et qui est le seul à posséder 5 griffes (comme les doigts de la main, les autres n'en ayant que 4). 
Dans le roman, le Roi-Dragon (龍王, Longwang) ou son fils, le Prince-Dragon (龍君, Longjun) sont un peu différents, ce sont  des Dragons des Mers (海龍, Hai Long)  ; ils possèdent la couleur de l'orient qu'ils représentent (noir pour le nord, blanc pour l'ouest, rouge pour le sud, vert pour l'est et jaune pour le centre), ainsi le fils du Dragon de l'Ouest (西龍王, Xi Longwang), (敖閏, Aorun) dont il est question dans le roman est le plus souvent représenté comme un Dragon blanc (白龍, bailong) (donc de l'ouest) ou un Dragon d'Argent (金龍, Jinlong). Quand ils prennent forme humaine, ils ont une tête de dragon posée sur un corps humain et sont habillés comme les gens de la Cour. Ils sont souvent les gardiens d'un trésor ou d'une pierre précieuse (perle).
En tant que divinités marines (海神, Hai Shen), ils sont capables de provoquer d'énormes vagues, des raz de marée, des cyclones ou autres calamités venues de la mer. Quand ils surgissent de l'eau, ils sont comme portés par les vagues qui leur font un plateau ; l'eau est leur élément et ils peuvent agir sur elle comme bon leur semble, mais s'ils peuvent provoquer une petite ondée sur la terre, il leur est strictement interdit de faire pleuvoir sans un ordre impérial du Ciel, sous peine d'être exécutés sur le champ. Comme quoi, leurs pouvoirs ont leur limite.

## Au Japon
Dans son manga Gensômaden Saiyuki, Kazuya Minekura fait de Longwang Sanjun un tout petit dragon nommé Hakuryû, qui est l'animal domestique de Cho Hakkai, tout le temps posé sur son épaule.

## Films
- 4 films des Shaw Brothers  (SB) (cantonais sous-titré anglais) : The Monkey Goes West (1966), Princess Iron Fan (1966), The Cave of Silken Web (1966), The Land of Many Perfumes (1966) tous réédités en CD-vidéos en 2003 ;
- Xiyouji Journey to the West (Tay Du Ky) : série télévisée (1986) (cantonais sous-titré anglais, visible sur Youtube), série originale vietnamienne ;
- Tay Du Ky : série télévisée (1996) (vietnamien sous-titré chinois) (actuellement sur Youtube) ;
- Le Roi singe (1994), de Jeffrey Lau et Stephen Chow ;
- Monkey Magic : série télévisée (japonais sous-titrée anglais) (1998-1999) ;
- Tay Du Ky : série télévisée (2000) (vietnamien sous-titré chinois) (actuellement sur Youtube) ;
- A Chinese Tall Story (Chin Din Dai Sing) CD-vidéo (2005) ;
- Saiyuuki (Saiyûki) de Shingo Katori (dvd japonais sous-titré anglais) (2006).

### Dessins animés et films d'animation
- La série animée japonaise Gensômaden Saiyuki (西遊記 romaji : Saiyuki, le voyage extrême) ;
- la télévision centrale chinoise (CCTV) a également sorti une série animée plus fidèle au roman, intitulée Xiyouji (西遊記), des Shaw Brothers dont les vidéos sont librement disponibles en streaming sur Baidu (cf. liens externes) ;
- Xiyouji : série animée de 52 épisodes retraçant les aventures du roman (assez fidèle) (vidéos disponibles sur Youtube et depuis peu la version anglaise sous-titrée des 2 premiers épisodes).

À noter aussi une adaptation libre de la légende dans le manga Love Hina par Ken Akamatsu et la série animée du même nom, dans le chapitre 37 (volume 5).

### Théâtre
- Monkey, Journey to the West, opéra pop en neuf tableaux de Chen Shi-Zheng, Damon Albarn et Jamie Hewlett.

### Bande dessinée
- Dragon Ball (manga) de Akira Toriyama ;
- Le Roi des Singes Vole les Fruits Célestes de Mei Ying (les Livres du Dauphin, 1990) ;
- Le singe de Silverio Pisu et Milo Manara ;
- Gensomaden Saiyuki (manga) de Kazuya Minekura ;
- Patariro Saiyuki (manga de Mineo Maya) (série arrêtée à 6 tomes hélas) ;
- La Pérégrination vers l'Ouest de Tsai Chih Chung et Rebecca Peyrelon-Wang (éditions You Feng, 2007).

### Jeux-vidéos
- Xiyouji sur la Nintendo NES (1994), un jeu de plateau et de baston basé sur le roman ;
- Saiyuki Journey West : un jeu de stratégie et d'aventure retraçant la trame du roman originel (Playstation, Koei 2001) ;
- Mega Man: The Wily Wars : trois nouveaux boss du jeu sont basés sur des personnages du Voyage en Occident ;
- Monkey Magic : jeu de plateau chronométré (sans sauvegarde) sur DS (2007).